# خلم
خُلم یا تاشقرغان نام یک شهر و یکی از بخش‌ها (ولسوالی‌ها) ی استان بلخ افغانستان است. این شهر از دیرینگی بسیار زیادی برخوردار است. خلم در زمانه‌های بسیار کهن به همین نام مسمی بوده است که پسان‌ها در زمان حکومت یونان باختری با بنای جدید بر این شهر به‌نام یورکتیدیا یاد شد پس از آن در قرن ۱۷ میلادی در زمان میر قلیچ علی بیگ نام ترکی به خود گرفت و به تاشقُرغان شهرت یافت.
از افراد برجسته و مهم تاریخی خلم می‌توان به ابوعمرو عثمان بن محمد بن احمد خلمی از فقیهان و خطیبان بلخ اشاره کرد.همچنین میرجمال الدین خلمی متخلص به جمالی از شعرای فارسی‌زبان در ماوراءالنهر برخاسته از شهر خلم بوده است

## تاریخ

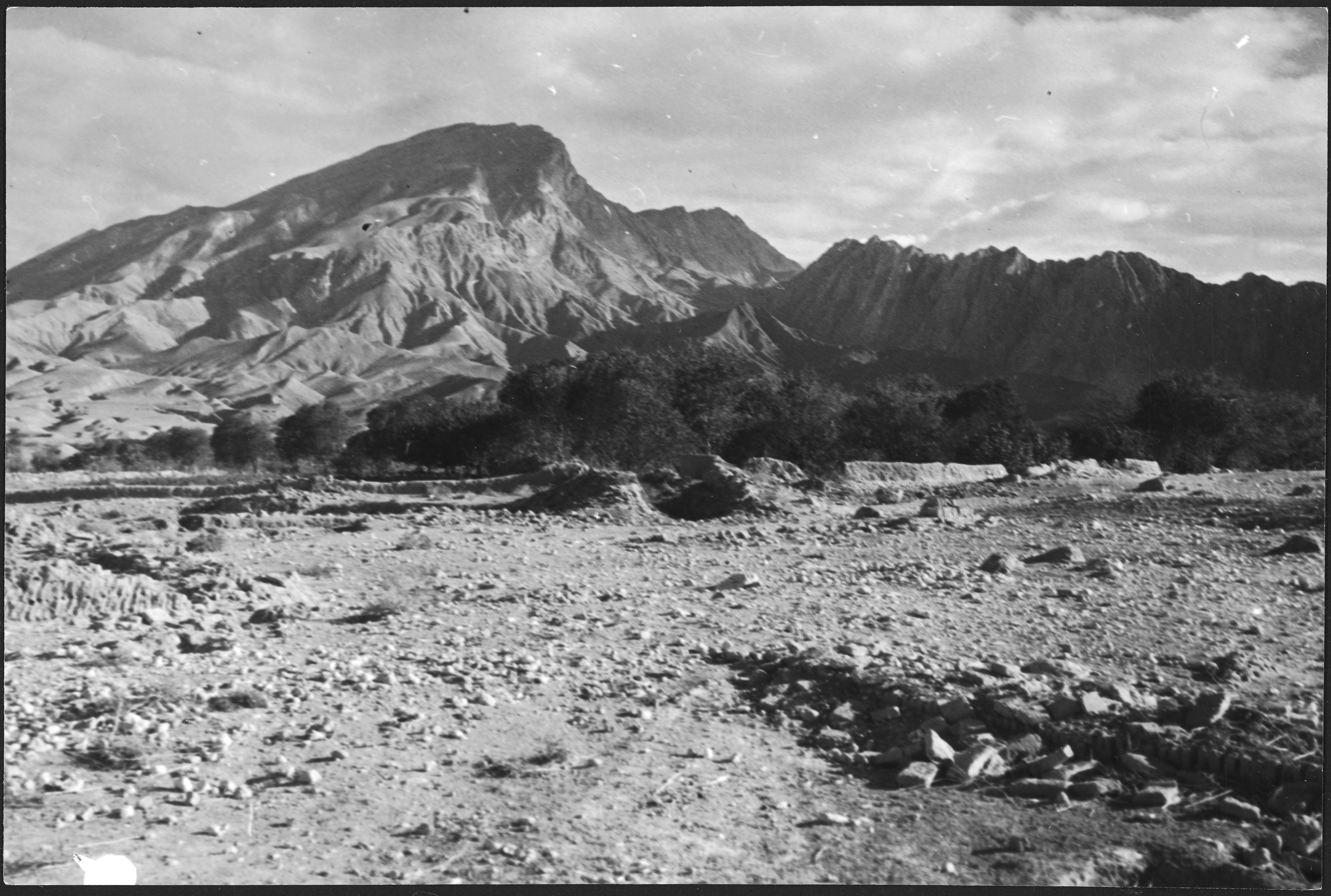
خلم در ۱۹۳۹

برای قرون متمادی افغانستان در مسیر قدیمی جاده ابریشم بین اروپا، چین و هند قرار داشت. بسیاری از مراکز مهم فرهنگی در این راه توسعه یافتند. در طی قرن ۱۵ و بعد از آن که اروپا مسیرهای دریایی جدیدی به شرق ایجاد کرد، تجارت با زمین کاهش یافت و این مراکز فرهنگی در امتداد جاده ابریشم منزوی شدند.
شهر باستانی خلم در منطقه اوکسوپلین تأسیس شدن بود و توسط باغ‌های مثمر احاطه شده بود، اما توسط احمد شاه درانی تخریب شد، وی همه ساکنان را برای آبادانی قندهار از خلم برد. شهر فعلی تاشقرغان در اوایل قرن نوزدهم در همین نزدیکی تأسیس شد و به مهم‌ترین شهر در شمال افغانستان تبدیل شد. انواع زیادی از محصولات و کالاهای صنعتی توسط کاروانهای شتر حمل می‌شد: سلاح، چاقو، نخ فلزی، سوزن، شیشه، آینه، ظروف چینی، کاغذ، چای، پنبه و پارچه ابریشم. بیشتر این محصولات در قسمت اروپایی روسیه تولید می‌شدند که برخی از آنها از ترکستان روسیه نشأت گرفته‌اند. از هند بسیاری از تولیدات محلی و صنعتی انگلیس‌ها قرار ذیل بودند: دوربین شکاری، تیغ‌های تیز، نیل، ادویه جات، عاج، نارگیل و وسایل نقلیه‌ها. افغانستان در این تجارت با پشم، ابریشم خام، میوه‌ها، رنگ‌های گیاهی و اسب مشارکت داشت.

## قصر جهان‌نما

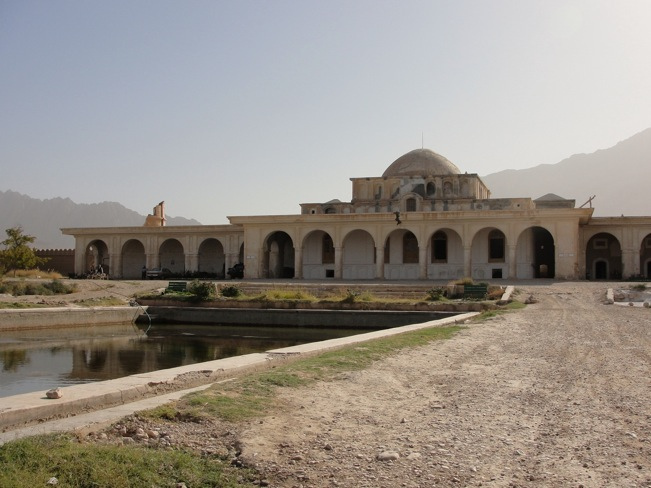
کاخ جهان‌نما در خلم، ساخته شده به سبک هندی در قرن نوزدهم

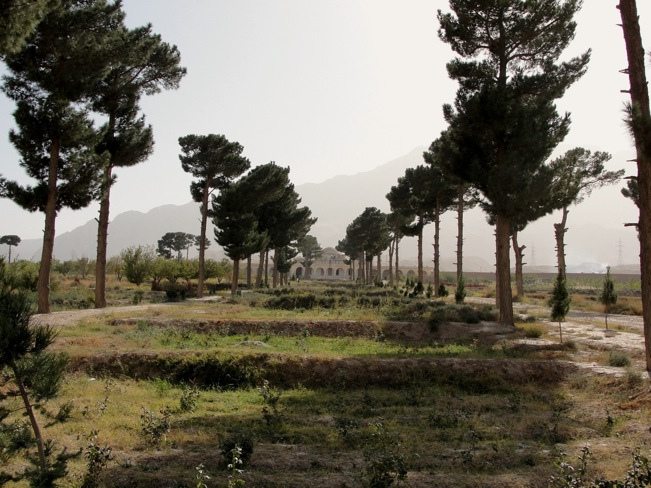
این کاخ توسط عبدالرحمن خان تأسیس گردید و هلندی‌ها آنرا دوباره مرمت نمودند.

کاخ جهان‌نما در حومه جنوبی خلم نزدیک بزرگراه حلقوی واقع شده است و ابتدا در سال ۱۸۹۰ توسط امیر عبدالرحمن خان ساخته شده است. در سال‌های ۱۹۷۴ و ۱۹۷۶ در زمان ریاست جمهوری محمد داوود خان مرمت و بازسازی شد. این طرح برای تبدیل کاخ به موزه بود، اما زمین لرزه ای در سال ۱۹۷۶، با خسارات جدی، مانع از اجرای این طرح شد. در دوره‌های بعدی درگیری و جنگ داخلی، خسارات و غفلت‌های فراوانی هم به کاخ و هم به باغ قصر وارد شد و از کاخ برای اهداف نظامی استفاده شد. در سال ۲۰۰۷ می‌توان نقشه‌های اصلی موزه را برداشت و برنامه میراث جامعه کاخ باغ جهان‌نما را آغاز کرد. فعالیت‌های میراث فرهنگی و برنامه توسعه هلند برای بازسازی و مرمت این مکان انتخاب گردیده است. این پروژه ورودی اقتصادی مستقیم برای صنعتگران محلی را فراهم می‌کند. تمام مواد مورد نیاز برای کارهای ساختمانی از منطقه اطراف خلم تأمین می‌شود، مردم در هر مرحله از توسعه کاخ نقش دارند. بازسازی کاخ جهان‌نما در سال ۲۰۱۳ به پایان رسید.